# 小泊ダム
小泊ダム（こどまりダム）は、青森県北津軽郡中泊町、小泊川水系小泊川に建設されたダム。高さ33.5メートルの重力式コンクリートダムで、洪水調節・不特定利水・上水道を目的とする、青森県の西北地域県民局地域整備部が管轄する多目的ダムである。ダム湖（人造湖）の名は遊仙湖（ゆうせんこ）という。

## 周辺
- 遊仙湖

## ギャラリー

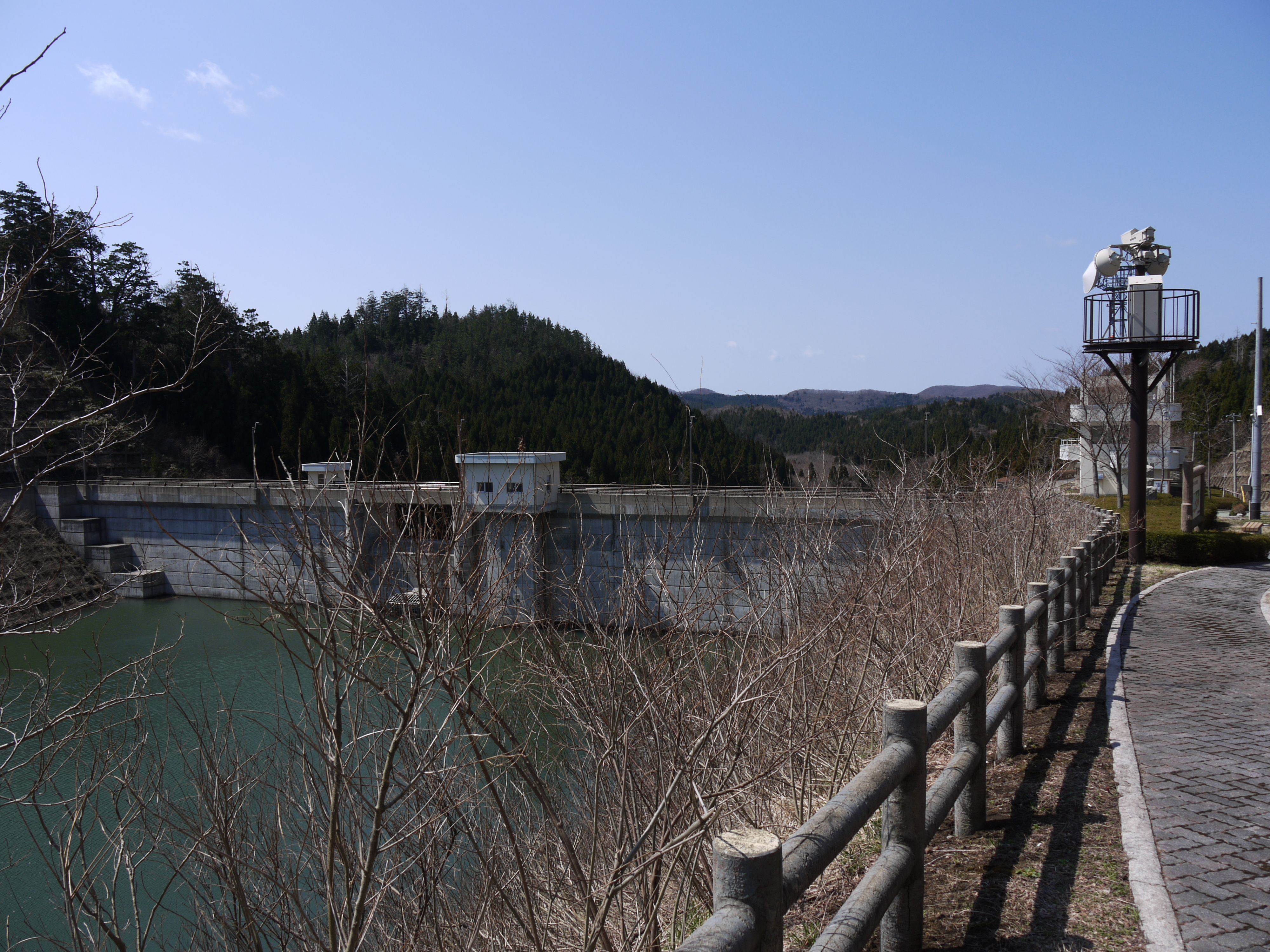
ダム湖側からの様子（2013年4月）
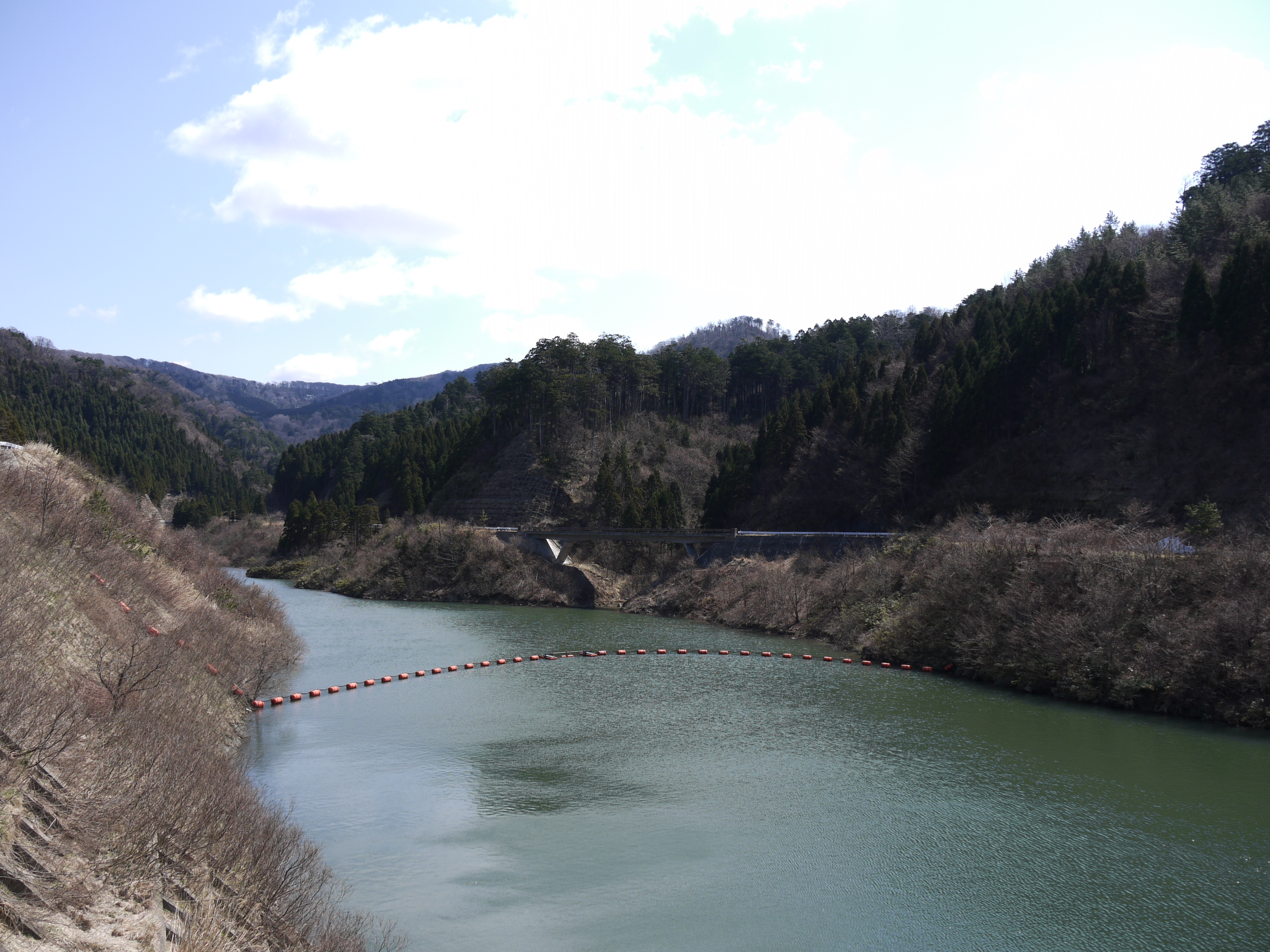
ダム湖の遊仙湖（2013年4月）
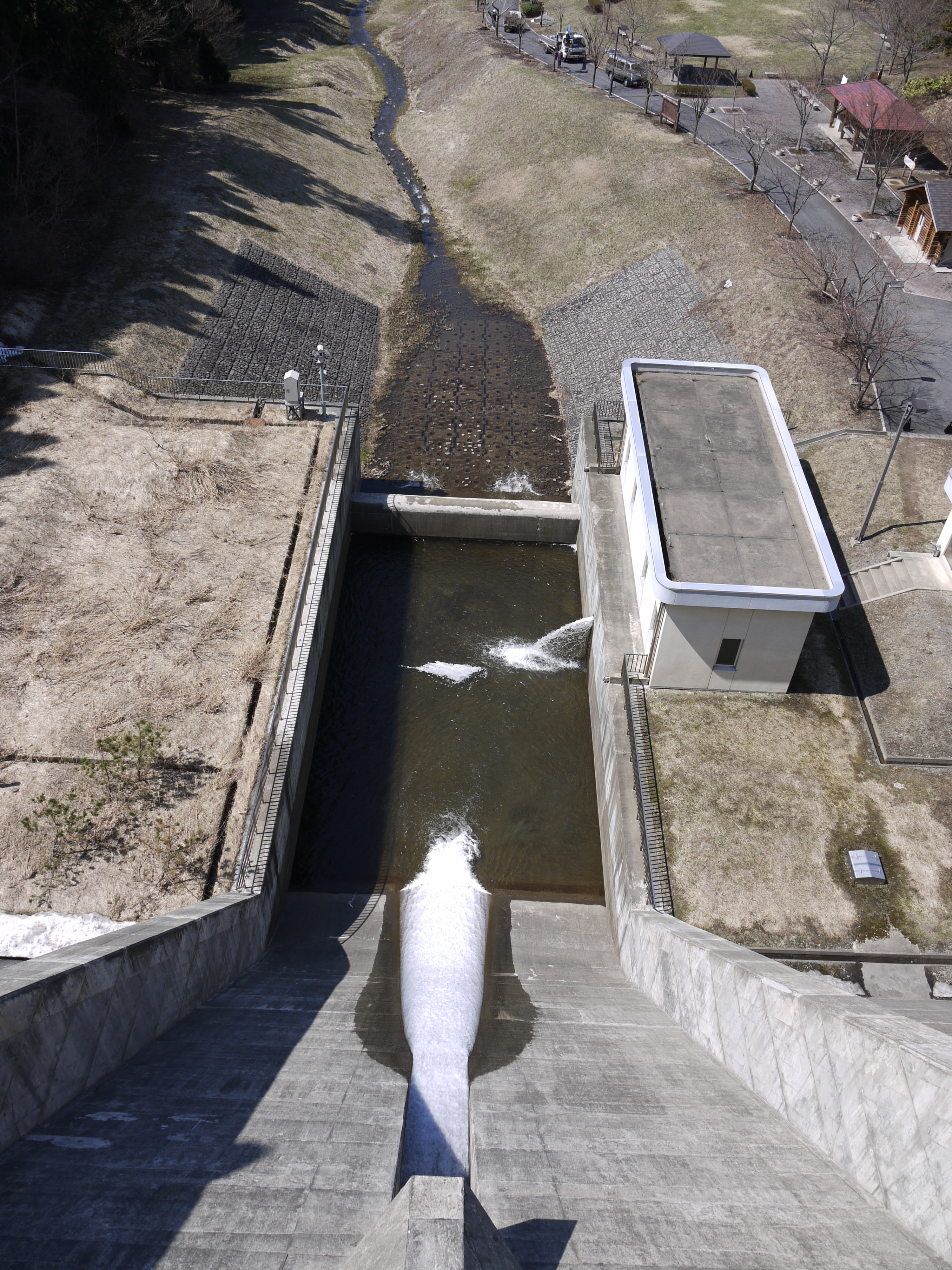
ダム下の様子（2013年4月）
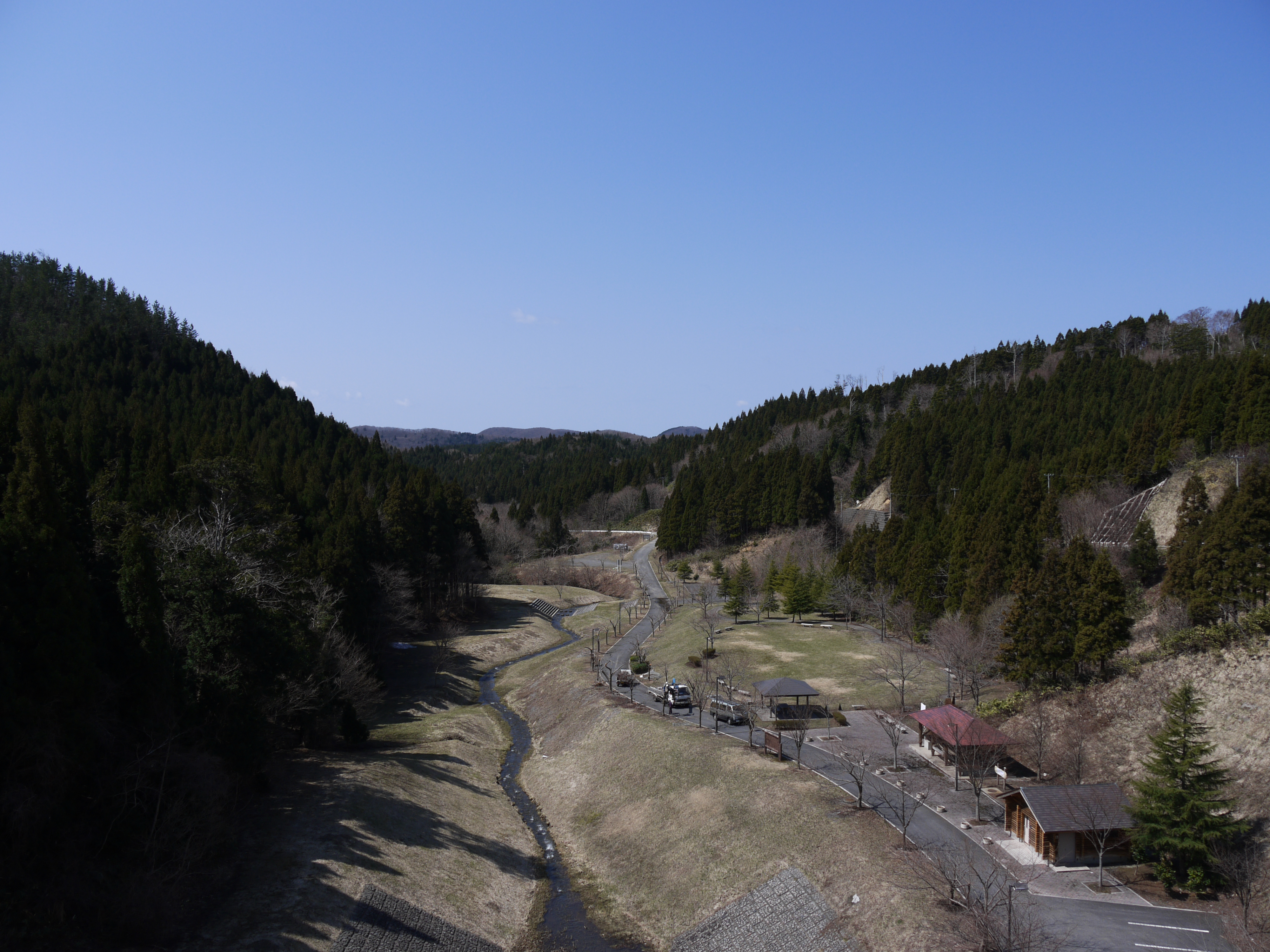
ダム堤体より下流を望む（2013年4月）
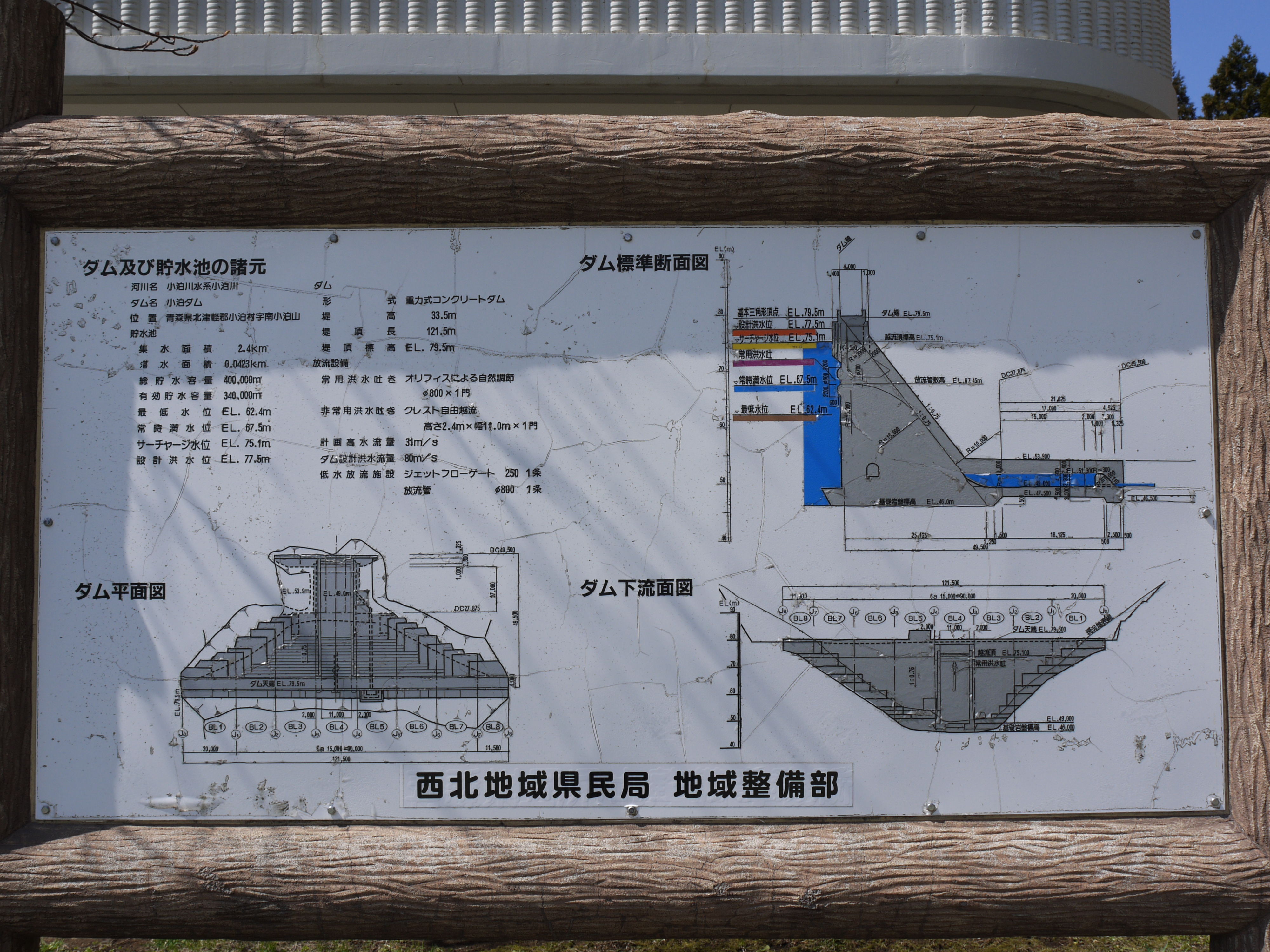
諸元の看板（2013年4月）